# Billy McKinlay
Billy McKinlay, né le 22 avril 1969 à Glasgow (Écosse), est un footballeur écossais, qui évoluait au poste de milieu de terrain à Dundee United et en équipe d'Écosse. 
McKinlay a marqué quatre buts lors de ses vingt-neuf sélections avec l'équipe d'Écosse entre 1993 et 1998.

## Carrière
- 1985-1995 : Dundee United
- 1995-nov. 2000 : Blackburn Rovers 
  - nov. 2000 : Leicester City  (prêt)
- nov. 2000-2001 : Bradford City
- sep. 2001 : Preston North End
- nov. 2001-2002 : Clydebank FC
- 2002-2004 : Leicester City
- 2004-2005 : Fulham FC

## Palmarès

### En équipe nationale
- 29 sélections et 4 buts avec l'équipe d'Écosse entre 1993 et 1998.

### Avec Dundee United
- Vainqueur de la Coupe d'Écosse de football en 1994.
- Finaliste de la Coupe UEFA en 1987.

## Parcours d'entraineur
- déc. 2015-2016 :  Stabæk Fotball

Le 13 novembre 2017, il rejoint West Ham United comme entraîneur adjoint de David Moyes.